# Ritratto di Massimino il Trace
Il ritratto di Massimino il Trace è una scultura marmorea realizzata tra il 235 e il 238, conservata ai Musei capitolini. Esistono altri due ritratti di Massimino, uno alla Ny Carlsberg Glyptotek di Copenaghen ed uno al Museo delle Terme di Roma, ma questo è forse il più significativo. 

## Storia e descrizione
Poiché Massimino fu colpito da damnatio memoriae, questo ritratto, come tutti gli altri, fu gravemente danneggiato: una parte del sopracciglio sinistro, il naso, la metà sinistra del mento ed entrambe le orecchie sono restauri moderni, mentre la testa presenta fratture profonde.
Il ritratto dell'imperatore che regnò solo tre anni (un rude soldato trace, primo barbaro a salire sul trono imperiale romano) è caratterizzato dalla salda plasticità che si era diffusa nel decennio precedente (ritratto di Caracalla, ritratto di Severo Alessandro), che caratterizza anche il ritratto di suo figlio Massimo Cesare. Il viso tozzo sembra sottolineare l'origine provinciale di Massimino, con la mascella quadrata e il mento prominente. La capigliatura corta incornicia il viso, con piccole incisioni tipiche della ritrattistica di quegli anni, e profonde rughe espressive, che comunque non intaccano la volumetria della testa. L'espressione sembra colta in un movimento istantaneo, carico di valori psicologici come nel ritratto di Caracalla. Quasi invisibile è la barba sul volto e sul collo, realizzata con brevi incisioni superficiali. 
Le fonti riportano il carattere rozzo di Massimino, che sembra essere sottolineato nel ritratto, dove manca qualsiasi tentativo di sublimazione, di addolcimento dei tratti (come nei ritratti del museo delle Terme e di Copenaghen).
Il fatto che Massimino non mise mai piede a Roma dopo l'elezione ad augusto pone complessi problemi sul luogo di esecuzione dei ritratti, che non sono ancora stati sciolti.